# Linkin Park Underground 2.0
Linkin Park Underground 2.0 (abreviado como LPU 2.0) é o segundo CD lançado pela banda americana de rock Linkin Park para o seu fanclub oficial, o LP Underground. O EP foi lançado em novembro de 2002.

## Antecedentes
Nos primeiros anos de LPU, rotineiramente levavam alguns meses para que as pessoas recebessem seus CDs e no caso do LP Underground 2.0 e do LP Underground 4.0, as faixas foram mantidas em segredo até que os fãs começaram a recebê-los no correio. O LPU 2.0, teve um atraso na fabricação e embora ele tenha sido lançado em 18 de novembro de 2002, os fãs não obtiveram seus CDs até março ou abril de 2003.

## Composição
Chester descreve o CD como "uma compilação de canções que gravamos no passado e que queremos mostrar para vocês agora, no futuro". Com a exceção de "My December", todas as músicas do CD foram anteriormente inéditas.

## Gravação
O CD contém músicas gravadas de 1999 a 2002.
"A.06" é uma faixa instrumental gravada durante as sessões do álbum Meteora.
"With You" e "High Voltage" foram gravados ao vivo no Docklands Arena em Londres, Inglaterra, em 16 de setembro de 2001. Os fãs que participaram deste show tiveram que assinar um contrato dizendo que eles concordariam em ser filmados para um DVD do Linkin Park, que nunca foi lançado oficialmente. Em vez disso, seis músicas do show (incluindo "High Voltage") foram transmitidas na HBO Reverb e "With You" foi postado na HBO.com. Uma versão de baixa qualidade do DVD completo vazou em 2012.
"Pts.Of.Athrty (Crystal Method Remix)" é uma faixa de Reanimation. Ryu de Styles of Beyond gravou um verso para o remix, mas não foi incluído no CD por razões desconhecidas.
"Dedicated" foi gravado quando a banda ainda era chamada de Hybrid Theory e foi escrita principalmente por Mike Shinoda. Ele também fez os vocais principais na faixa, com Chester Bennington fazendo backing vocais.
"My December" foi uma faixa gravada para o álbum de compilação The Real Slim Santa em 2000. Este é o quarto lançamento do Linkin Park, a música aparece, na versão do Reino Unido de One Step Closer, na edição japonesa de Hybrid Theory e na versão japonesa do single "In the End".

## Faixas
| CD             |                                        |         |  |
| N.º            | Título                                 | Duração |  |
| 1.             | "A.06"                                 | 0:54    |  |
| 2.             | "With You" (Live)                      | 3:21    |  |
| 3.             | "Pts.Of.Athrty" (Crystal Method Remix) | 4:57    |  |
| 4.             | "Dedicated" (1999 Demo)                | 3:11    |  |
| 5.             | "High Voltage" (Live)                  | 4:03    |  |
| 6.             | "My December"                          | 4:20    |  |
| Duração total: | Duração total:                         | 20:46   |  |